# Gol Qandasht
Gol Qandasht (persiska: گل قندشت) är en ort i Iran.   Den ligger i provinsen Khorasan, i den nordöstra delen av landet, 600 km öster om huvudstaden Teheran. Gol Qandasht ligger 1 118 meter över havet och antalet invånare är 483.
Terrängen runt Gol Qandasht är platt, och sluttar norrut.Runt Gol Qandasht är det ganska tätbefolkat, med 56 invånare per kvadratkilometer. Närmaste större samhälle är Raisi, 9,6 km öster om Gol Qandasht. Omgivningarna runt Gol Qandasht är i huvudsak ett öppet busklandskap.